# العلاقات الأمريكية الإريترية
العلاقات الأمريكية الإريترية هي العلاقات الثنائية التي تجمع بين الولايات المتحدة وإريتريا.

## مقارنة بين البلدين
هذه مقارنة عامة ومرجعية للدولتين:
| وجه المقارنة                                              | الولايات المتحدة                                                                                                  | إريتريا                                      |
| --------------------------------------------------------- | --- | -------------------------------------------- |
| المساحة (كم2)                                             | 9.83 مليون | 117.60 ألف                                   |
| عدد السكان (نسمة)                                         | 311.58 مليون | 6.33 مليون                                   |
| الكثافة السكانية (ن./كم²)                                 | 31.7 | 53.83                                        |
| العاصمة                                                   | واشنطن العاصمة | أسمرة                                        |
| اللغة الرسمية                                             | لغة إنجليزية | اللغة التغرينية، اللغة العربية، لغة إنجليزية |
| العملة                                                    | دولار أمريكي | ناكفا                                        |
| الناتج المحلي الإجمالي (بليون دولار)                      | 19.39 تريليون | 2.61 مليار                                   |
| الناتج المحلي الإجمالي (تعادل القوة الشرائية) بليون دولار | 18.04 تريليون |                                              |
| الناتج المحلي الإجمالي الاسمي للفرد دولار أمريكي          | 56.12 ألف |                                              |
| الناتج المحلي الإجمالي للفرد دولار أمريكي                 | 54.63 ألف |                                              |
| مؤشر التنمية البشرية                                      | 0.920 | 0.391                                        |
| رمز المكالمات الدولي                                      | +1 | +291                                         |
| رمز الإنترنت                                              | .us، حكومة، .mil، Edu.                                                                                            | .er                                          |
| المنطقة الزمنية                                           | توقيت ساموا الأمريكية، توقيت أطلنطي موحد، منطقة زمنية وسطى، توقيت ألاسكا ‏، المنطقة الزمنية الجبلية، توقيت تشامرو ‏ | ت ع م+03:00                                  |

## مدن متوأمة
في ما يلي قائمة باتفاقيات التوأمة بين مدن أمريكية وإريترية:
- ترتبط بيركيلي مع أسمرة باتفاقية توأمة منذ 1989.
- ترتبط أتلانتا مع أسمرة باتفاقية توأمة منذ 1979.

## منظمات دولية مشتركة
يشترك البلدان في عضوية مجموعة من المنظمات الدولية، منها:
| علم المنظمة | اسم المنظمة                        | تاريخ انضمام الولايات المتحدة | تاريخ انضمام إريتريا |
| ----------- | ---------------------------------- | ----------------------------- | -------------------- |
|             | منظمة حظر الأسلحة الكيميائية       | ?                             | ?                    |
|             | البنك الإفريقي للتنمية             | ?                             | ?                    |
|             | يونسكو                             | 4 نوفمبر 1946                 | 2 سبتمبر 1993        |
|             | الاتحاد البريدي العالمي            | ?                             | ?                    |
|             | منظمة الشرطة الجنائية الدولية      | ?                             | ?                    |
|             | الأمم المتحدة                      | 24 أكتوبر 1945                | 28 مايو 1993         |
|             | البنك الدولي للإنشاء والتعمير      | 27 ديسمبر 1945                | 6 يوليو 1994         |
|             | مؤسسة التمويل الدولية              | 20 يوليو 1956                 | 11 أكتوبر 1995       |
|             | مؤسسة التنمية الدولية              | 24 سبتمبر 1960                | 6 يوليو 1994         |
|             | الاتحاد الدولي للاتصالات           | 1 يوليو 1908                  | 6 أغسطس 1993         |
|             | وكالة ضمان الاستثمار متعدد الأطراف | 12 أبريل 1988                 | 10 سبتمبر 1996       |

## أعلام
هذه قائمة لبعض الشخصيات التي تربطها علاقات بالبلدين:
- إيلا توماس (أغسطس 1981 – )
- توماس كيلاتي (لاعب كرة سلة أمريكي، 27 سبتمبر 1982 – )
- سويز بيتز (13 سبتمبر 1978 – )
- نيبسي هوسل (15 أغسطس 1985 – 31 مارس 2019)

## وصلات خارجية
- موقع وزارة الخارجية الأمريكية